# Cupido (djur)
För andra betydelser, se Cupido (olika betydelser).
Cupido är ett släkte av fjärilar som beskrevs av Franz Paula von Schrank 1801. Cupido ingår i familjen juvelvingar.

## Artlista[1][2]
- Cupido absulus
- Cupido adamapuncta
- Cupido adana
- Cupido aegonides
- Cupido aelianus
- Cupido aenigma
- Cupido aenus
- Cupido aeyanus
- Cupido agnata
- Cupido albastola
- Cupido albicosta
- Cupido albiradiatus
- Cupido albocilia
- Cupido alcetas
- Cupido alcetoides
- Cupido alexis
- Cupido alsoides
- Cupido alsus
- Cupido amazara
- Cupido antiochena
- Cupido archias
- Cupido arcilacis
- Cupido arctophonus
- Cupido arctophylas
- Cupido ardea
- Cupido argiades
- Cupido ariana
- Cupido arinia
- Cupido arruana
- Cupido aruensis
- Cupido astiocha
- Cupido astraptes
- Cupido athena
- Cupido atys
- Cupido barbarus
- Cupido batikeli
- Cupido bipuncta
- Cupido biton
- Cupido blomi
- Cupido bohemani
- Cupido boopis
- Cupido bornemanni
- Cupido caeca
- Cupido carswelli
- Cupido catharina
- Cupido caudata
- Cupido celinde
- Cupido cepheis
- Cupido chandala
- Cupido chromia
- Cupido cilla
- Cupido cissus
- Cupido clara
- Cupido clyton
- Cupido coelestis
- Cupido communis
- Cupido cornelia
- Cupido cornuta
- Cupido crawshayi
- Cupido crawshayinus
- Cupido damaeus
- Cupido damoetes
- Cupido dampierensis
- Cupido delicata
- Cupido diodorus
- Cupido diogenes
- Cupido diomedes
- Cupido dion
- Cupido distinctesignatus
- Cupido draesekei
- Cupido drucei
- Cupido dryina
- Cupido duplex
- Cupido elongata
- Cupido elorea
- Cupido emelina
- Cupido endymion
- Cupido epidolus
- Cupido erschoffi
- Cupido erymus
- Cupido eudocia
- Cupido eumedes
- Cupido evius
- Cupido fasciola
- Cupido felthami
- Cupido fuliginosa
- Cupido fulla
- Cupido fusca
- Cupido gabinus
- Cupido galba
- Cupido gambius
- Cupido gamra
- Cupido gisela
- Cupido happensis
- Cupido helios
- Cupido hellotia
- Cupido howkowi
- Cupido hypoleuca
- Cupido hyrcana
- Cupido ida
- Cupido ignita
- Cupido immaculatus
- Cupido iphigenides
- Cupido ishigakiana
- Cupido japonica
- Cupido juldusa
- Cupido kalawarus
- Cupido kandura
- Cupido kindermanni
- Cupido kinkurka
- Cupido kodiak
- Cupido korion
- Cupido korlana
- Cupido lacturnus
- Cupido latecaerulea
- Cupido latrunculata
- Cupido lefebvrii
- Cupido lorquinii
- Cupido lucina
- Cupido lunifer
- Cupido lunulatus
- Cupido lycea
- Cupido magna
- Cupido magnipuncta
- Cupido magnus
- Cupido martinii
- Cupido mauluena
- Cupido melania
- Cupido menalcas
- Cupido minereus
- Cupido minimus
- Cupido minuta
- Cupido minutissima
- Cupido minutus
- Cupido misenes
- Cupido molybdena
- Cupido monica
- Cupido montana
- Cupido mora
- Cupido morgiana
- Cupido myrrha
- Cupido nazira
- Cupido nestos
- Cupido nigrescens
- Cupido nila
- Cupido nisa
- Cupido nodibuja
- Cupido noguerae
- Cupido nubifer
- Cupido numerius
- Cupido nycula
- Cupido obsoleta
- Cupido ochsenheimeri
- Cupido oculatus
- Cupido optilete
- Cupido orcus
- Cupido oriens
- Cupido ottobonis
- Cupido oxleyi
- Cupido pandia
- Cupido pardalis
- Cupido parrhasioides
- Cupido parvipuncta
- Cupido patala
- Cupido pembina
- Cupido perpheres
- Cupido pheres
- Cupido phiala
- Cupido phileros
- Cupido philiasus
- Cupido philostratus
- Cupido phoebe
- Cupido pindus
- Cupido plato
- Cupido podarce
- Cupido polonus
- Cupido poseidon
- Cupido poseidonides
- Cupido praxiteles
- Cupido prosecusa
- Cupido pseudeuchylas
- Cupido pseudolus
- Cupido publia
- Cupido puer
- Cupido pygmaea
- Cupido rapahoe
- Cupido regina
- Cupido salamandri
- Cupido sangra
- Cupido serapis
- Cupido sericina
- Cupido sibylla
- Cupido similis
- Cupido smaragdus
- Cupido sperchius
- Cupido staudingeri
- Cupido stevenii
- Cupido strongyle
- Cupido syrius
- Cupido taiwana
- Cupido talliola
- Cupido taygetus
- Cupido tehama
- Cupido tejua
- Cupido tintinga
- Cupido trinacriae
- Cupido triton
- Cupido tsiphana
- Cupido vanessoides
- Cupido violascens
- Cupido viridescens
- Cupido wosnesenskii
- Cupido zena